# Oxythrips divisus
Oxythrips divisus är en insektsart som beskrevs av Ian A. Hood 1916. Oxythrips divisus ingår i släktet Oxythrips och familjen smaltripsar. Inga underarter finns listade i Catalogue of Life.